# Bán András
Bán András (Budapest, 1951. május 19. –) Németh Lajos-díjas (2006) magyar műkritikus, egyetemi oktató.

## Családja
Bán András Bán Róbert filmrendező és első felesége, Ritly Valéria művészettörténész gyermekeként született. Gyermekei: Dávid (1975), Titusz (1996), Rozi (2011), nevelt gyermekei: Dorka (2000), Hanna (2003). Unokája: Aurél (2010)

## Életpályája
1969-1975 között az Eötvös Loránd Tudományegyetem matematika-művészettörténet szakán tanult, 1975-ben diplomázott. 2006-ban szerzett PhD fokozatot (Debreceni Egyetem, filozófia).
1973 óta publikál: kritikák, tanulmányok, könyvek, antológiák kortárs képzőművészekről és fotóról. 1974 és 1991 között az Élet és Irodalom képszerkesztője volt. 1977-ban a Bartók '32 Galéria vezetője volt. 1977 és 1979 között a Fiatal Művészek Klubja képzőművészeti szekció vezetője volt. 1977-1990 között a Látóhatár szerkesztője volt. 1980 és 1981 között a Sárospataki Képtár vezetője volt. 1980 és 1982 között a Fiatal Képzőművészek Stúdiójának elnökhelyettese volt. 1981-1982 között a Fényképészeti Lapok szerkesztője volt Lugosi Lugo Lászlóval. 1982-1990 között a Magyar Nemzet munkatársa volt. 1986-1988 között az European Photography tudósítója volt. 1989 óta tanít főállásban vagy meghívott előadóként a Janus Pannonius Tudományegyetemen, az Eötvös Loránd Tudományegyetemen, a József Attila Tudományegyetemen, a nagyváradi Partium Egyetemen, a debreceni Kossuth Lajos Tudományegyetemen, a Magyar Képzőművészeti Egyetemen, a Magyar Iparművészeti Egyetemen.
1982 óta foglalkozik vizuális antropológiai kutatással. 1991 és 2000 között a Magyar Lettre Internationale művészeti szerkesztője volt. 1993 óta vizuális antropológiát tanít a Miskolci Egyetem Kulturális és Vizuális Antropológia Intézetében egyetemi docensként. 2008-tól a Miskolci Galéria Városi Művészeti Múzeum igazgatója, a Miskolci Kortárs Művészeti Intézet (M.ICA) és a Nagy Kunszt Kortárs Művészeti Tanulmányi Múzeum alapítója. 2003–2004 között a Fiatalok Fotóművészeti Stúdiója művészeti vezetője, 2004–2006 között a Nemzeti Kulturális Alapprogram Fotóművészeti Szakmai Kollégiumának elnöke, 2007–2009 között a Műkritikusok Nemzetközi Szövetsége (AICA) Magyar Tagozatának elnöke, 2007-ben a Magyar Fotótörténeti Társaság megalapításának kezdeményezője (2008). 2014-218 között a Műcsarnok vezető kurátora.

## Díjai, elismerései
- Németh Lajos-díj (2006)

## Művei
- Fotóelméleti szöveggyűjtemény (Beke Lászlóval, 1983, 1997)
- A videó világa (Beke Lászlóval, 1983)
- Vizuális antropológiai kutatás (Forgács Péterrel, 1983-1985)
- Fotográfozásról (1984)
- Kéri Ádám (1984)
- Szentendre, An Art Guide (1991)
- Bukta Imre (Novotny Tihamérral, 1998)
- Fotó Homonnai (Szabó Magdolnával, Szűcs Tiborral, 1998)
- Körülírt képek. Fényképezés és kultúrakutatás (1999)
- Testképek. Hallgatói dolgozatok a Miskolci Egyetem Bölcsészettudományi Kar Kulturális és Vizuális Antropológia Tanszékéről; szerk. Bán András; ME BTK KVAT, Miskolc, 2000 (Látó ember)
- Regula oculorum. Fotográfiák bencés szerzetesek hagyatékából / Photographs from the legacy of Benedictine monks; szerk., utószó Bogdán Melinda és Bán András; Pannonhalmi Főapátság, Pannonhalma, 2006
- A vizuális antroplógia felé. Válogatott tanulmányok. (2008)
- "A magyar rajz fiatal mesterei". Szalay Lajos és nemzedéktársai, 1932-1949. A Magyar Nemzeti Galéria és a Miskolci Galéria Városi Művészeti Múzeum közös kiállítása. Miskolci Galéria, 2009. április 18–augusztus 2.; szerk. Bán András, Zsákovics Ferenc; MG, Miskolc, 2009 (A Miskolci Galéria könyvei)
- "Csak a lényeget rajzolta". Szalay Lajos és nemzedéktársai, 1932-1949. A Magyar Nemzeti Galéria és a Miskolci Galéria Városi Művészeti Múzeum közös kiállítása; szerk. Bán András; MG–MNG, Miskolc–Bp., 2010 (Miskolci Galéria könyvek)
- Az első aranykor. Az Osztrák-Magyar Monarchia festészete és a Műcsarnok. 2016. november 22-2017. március 12.; kurátor Mayer Marianna, szerk. Bán András; Műcsarnok, Bp., 2016
- Haris László. Részletekben az egész; MMA, Bp., 2020

## Kiállításai
- A szovjet művészet első évei (1977)
- Lapok a kortárs szovjet művészetből (1977)
- Textil a textil után (1978)
- Mail Art (Bak Imrével, Galántai Györggyel és Maurer Dórával, 1978)
- Feszty-körképület (Jankay Istvánnal, 1978)
- A meg nem épített Amerika (Rajk Lászlóval, 1978)
- Rajzolsz? (1978)
- Filmvég (1978)
- Pszichorealizmus (Beke Lászlóval és Jádi Ferenccel, 1978)
- Textil – textil nélkül (Fitz Péterrel és Galántai Györggyel, 1979)
- Helyzet ’83 (Török Tamással, 1983)
- Álomi szép képek (1983)
- Stúdió '85 (Szegő Györggyel, 1985)
- Lapok a családi albumból (1989)
- Egészen kis tájak (Lugosi Lugo Lászlóval, 1992)
- Fotográfia és antropológia (1998)
- Gémes Péter (2000)

## Filmjei
- A magyar szociofotó száz éve I-XIV. (1994-1995)
- Túl a vízen. Albók János fotográfus (1998) (forgatókönyvíró)
- Hatszáz év után az első (2010) (producer)